# 미드 시즌 인비테이셔널 2018

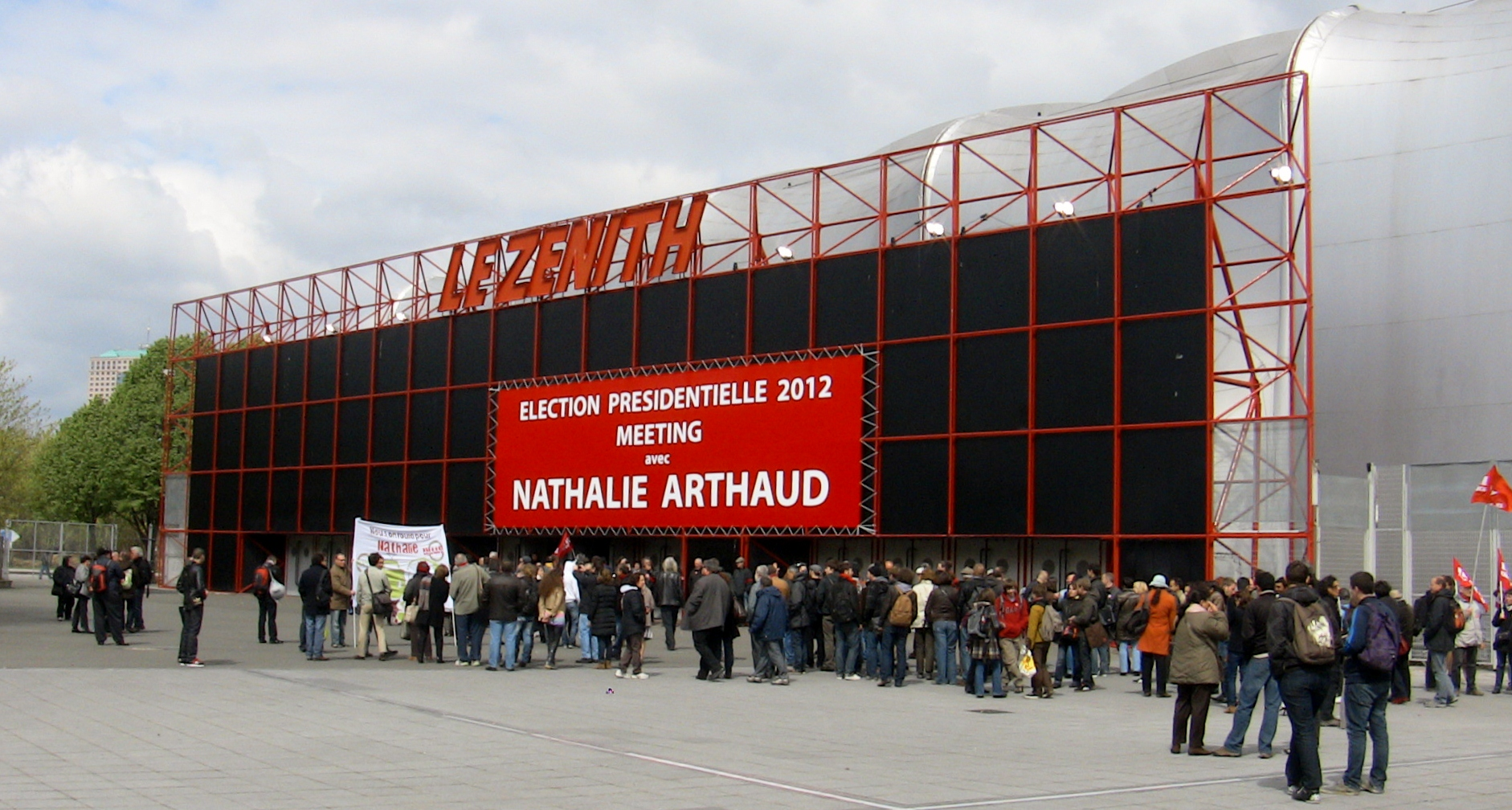

미드 시즌 인비테이셔널 2018(Mid-Season Invitational 2018)은 미드 시즌 인비테이셔널의 4번째 대회이다.

## 개요
- 주최 : 라이엇 게임즈
- 주관 : 라이엇 게임즈
- 기념 스킨 : 정복자 바루스

### 방식
- 플레이-인
  - 1라운드 : 2개조로 나누어 풀 리그 경기 방식으로 진행, 각 조 1위팀이 2라운드 진출
  - 2라운드 : 메이저 최하위 지역 스프링 시즌 우승 팀, 마이너 최상위 지역 스프링 시즌 우승 팀과 1라운드에서 올라온 2팀이 5전 3선승제로 승리한 2팀이 메인 이벤트에 진출
- 메인 이벤트
  - 그룹 스테이지 : 풀 리그 경기 방식으로 진행, 상위 4팀이 준결승에 진출
  - 결승 토너먼트 : 5전 3선승제

### 변경된 점
- 이번 대회부터 베트남 지역(VCS)이 동남아 지역(GPL)과 분리가 되어 14팀이 출전한다.
- 그룹 스테이지 1위가 결승 토너먼트에서 3위 팀과 4위 팀 중 한 팀을 선택할 수 있게 되었고, 2위는 나머지 한 팀과 맞붙는다.

### 일정
- 플레이-인
  - 그룹 스테이지 : 5월 3일 (목) ~ 6일 (일)
  - 녹아웃 토너먼트 : 5월 8일 (화) ~ 9일 (수)
- 메인 이벤트
  - 그룹 스테이지 : 5월 11일 (금) ~ 15일 (화)
  - 준결승 : 5월 18일 (금) ~ 19일 (토)
  - 결승 : 5월 20일 (일)

### 경기장
- 플레이-인 ~ 메인 이벤트 그룹 스테이지 :  독일 베를린 EU LCS 스튜디오
- 결승 토너먼트 :  프랑스 파리 제니트 르 파리

### 상금
- 총 상금 (USD) : $ 250,000 (기본 총 상금) + α (정복자 바루스 스킨과 2018 정복자 와드 스킨 전체 판매 수익의 25%)
- 우승 : 총 상금의 38.5%
- 준우승 : 총 상금의 19.5%
- 3-4위 : 총 상금의 9.75%
- 5-6위 : 총 상금의 5%
- 7-8위 : 총 상금의 2.5%
- 9-10위 : 총 상금의 1.5%
- 11-12위 : 총 상금의 1.25%
- 13-14위 : 총 상금의 1%

## 지역별 대표
최근 2년 동안 세계 대회 성적에 따라서 참가하는 단계가 나누어 진다.
| 팀                   | 약칭 | 지역   | 자격                                                         | 참가 스테이지             | 참가 스테이지             |
| -------------------- | ---- | ------ | ------------------------------------------------------------ | ------------------------- | ------------------------- |
| 킹존 드래곤X         | KZ   | LCK    | 리그 오브 레전드 챔피언스 코리아 2018 스프링 우승            | 메인 이벤트 그룹 스테이지 | 메인 이벤트 그룹 스테이지 |
| 로열 네버 기브 업    | RNG  | LPL    | 리그 오브 레전드 프로리그 2018 스프링 우승                   | 메인 이벤트 그룹 스테이지 | 메인 이벤트 그룹 스테이지 |
| 프나틱               | FNC  | LCS EU | 리그 오브 레전드 챔피언십 시리즈 유럽 2018 스프링 우승       | 메인 이벤트 그룹 스테이지 | 메인 이벤트 그룹 스테이지 |
| 팀 리퀴드            | TL   | LCS NA | 리그 오브 레전드 챔피언십 시리즈 북아메리카 2018 스프링 우승 | 메인 이벤트 그룹 스테이지 | 메인 이벤트 그룹 스테이지 |
| 플래시 울브즈        | FW   | LMS    | 리그 오브 레전드 마스터 시리즈 2018 스프링 우승              | 플레이-인 녹아웃 토너먼트 | 플레이-인 녹아웃 토너먼트 |
| 에보스 e스포츠       | EVS  | VCS    | 베트남 챔피언십 시리즈 2018 스프링 우승                      | 플레이-인 녹아웃 토너먼트 | 플레이-인 녹아웃 토너먼트 |
| 슈퍼매시브 e스포츠   | SUP  | TCL    | 터키 챔피언십 리그 2018 윈터 우승                            | 플레이-인 그룹 스테이지   | 1번 시드                  |
| 갬빗 e스포츠         | GMB  | LCL    | 리그 오브 레전드 컨티넨탈 리그 2018 스프링 우승              | 플레이-인 그룹 스테이지   | 1번 시드                  |
| 카붐! e스포츠        | KBM  | CBLOL  | 서킷 브라질리안 리그 오브 레전드 2018 서머 우승              | 플레이-인 그룹 스테이지   | 1번 시드                  |
| 레인보우7            | R7   | LLN    | 라틴 아메리카 북부 리그 2018 오프닝 우승                     | 플레이-인 그룹 스테이지   | 1번 시드                  |
| 어센션 게이밍        | ASC  | GPL    | 가레나 프리미어 리그 2018 스프링 우승                        | 플레이-인 그룹 스테이지   | 2번 시드                  |
| 카오스 라틴 게이머즈 | KLG  | CLS    | 라틴 아메리카 남부 컵 2018 오프닝 우승                       | 플레이-인 그룹 스테이지   | 2번 시드                  |
| 다이어 울브즈        | DW   | OPL    | 오세아니아 프로리그 2018 스플릿 1 우승                       | 플레이-인 그룹 스테이지   | 2번 시드                  |
| 펜타그램             | PGM  | LJL    | 리그 오브 레전드 일본 리그 2018 스프링 우승                  | 플레이-인 그룹 스테이지   | 2번 시드                  |

## 플레이-인

### 그룹 스테이지

#### A조
| 팀                   | 경기 | 승 | 패 | 결과            | 비고           |
| -------------------- | ---- | -- | -- | --------------- | -------------- |
| 갬빗 e스포츠         | 6    | 5  | 1  | 녹아웃 토너먼트 |                |
| 레인보우7            | 6    | 3  | 3  | 탈락            |                |
| 카오스 라틴 게이머즈 | 6    | 2  | 4  | 탈락            | vs ASC 1승 1패 |
| 어센션 게이밍        | 6    | 2  | 4  | 탈락            | vs KLG 1승 1패 |

| 대 진 표             | 대 진 표 | 대 진 표 | 대 진 표             | 일 정     | 일 정          |
| -------------------- | -------- | -------- | -------------------- | --------- | -------------- |
| 블루 진영            | 스코어   | 스코어   | 레드 진영            | 매치 번호 | 날짜           |
| 갬빗 e스포츠         | 승       | 패       | 카오스 라틴 게이머즈 | 1경기     | 2018년 5월 3일 |
| 레인보우7            | 승       | 패       | 어센션 게이밍        | 2경기     | 2018년 5월 3일 |
| 갬빗 e스포츠         | 승       | 패       | 어센션 게이밍        | 3경기     | 2018년 5월 3일 |
| 레인보우7            | 패       | 승       | 카오스 라틴 게이머즈 | 4경기     | 2018년 5월 3일 |
| 카오스 라틴 게이머즈 | 승       | 패       | 어센션 게이밍        | 5경기     | 2018년 5월 3일 |
| 레인보우7            | 패       | 승       | 갬빗 e스포츠         | 6경기     | 2018년 5월 3일 |
| 어센션 게이밍        | 승       | 패       | 갬빗 e스포츠         | 7경기     | 2018년 5월 5일 |
| 카오스 라틴 게이머즈 | 패       | 승       | 레인보우7            | 8경기     | 2018년 5월 5일 |
| 어센션 게이밍        | 패       | 승       | 레인보우7            | 9경기     | 2018년 5월 5일 |
| 카오스 라틴 게이머즈 | 패       | 승       | 갬빗 e스포츠         | 10경기    | 2018년 5월 5일 |
| 갬빗 e스포츠         | 승       | 패       | 레인보우7            | 11경기    | 2018년 5월 5일 |
| 어센션 게이밍        | 승       | 패       | 카오스 라틴 게이머즈 | 12경기    | 2018년 5월 5일 |

#### B조
| 팀                 | 경기 | 승 | 패 | 결과            | 비고 |
| ------------------ | ---- | -- | -- | --------------- | ---- |
| 슈퍼매시브 e스포츠 | 6    | 5  | 1  | 녹아웃 토너먼트 |      |
| 카붐! e스포츠      | 6    | 4  | 2  | 탈락            |      |
| 다이어 울브즈      | 6    | 2  | 4  | 탈락            |      |
| 펜타그램           | 6    | 1  | 5  | 탈락            |      |

| 대 진 표           | 대 진 표 | 대 진 표 | 대 진 표           | 일 정     | 일 정          |
| ------------------ | -------- | -------- | ------------------ | --------- | -------------- |
| 블루 진영          | 스코어   | 스코어   | 레드 진영          | 매치 번호 | 날짜           |
| 슈퍼매시브 e스포츠 | 승       | 패       | 다이어 울브즈      | 1경기     | 2018년 5월 4일 |
| 카붐! e스포츠      | 승       | 패       | 펜타그램           | 2경기     | 2018년 5월 4일 |
| 슈퍼매시브 e스포츠 | 승       | 패       | 펜타그램           | 3경기     | 2018년 5월 4일 |
| 카붐! e스포츠      | 패       | 승       | 다이어 울브즈      | 4경기     | 2018년 5월 4일 |
| 다이어 울브즈      | 승       | 패       | 펜타그램           | 5경기     | 2018년 5월 4일 |
| 카붐! e스포츠      | 패       | 승       | 슈퍼매시브 e스포츠 | 6경기     | 2018년 5월 4일 |
| 펜타그램           | 패       | 승       | 슈퍼매시브 e스포츠 | 7경기     | 2018년 5월 6일 |
| 다이어 울브즈      | 패       | 승       | 카붐! e스포츠      | 8경기     | 2018년 5월 6일 |
| 펜타그램           | 패       | 승       | 카붐! e스포츠      | 9경기     | 2018년 5월 6일 |
| 다이어 울브즈      | 패       | 승       | 슈퍼매시브 e스포츠 | 10경기    | 2018년 5월 6일 |
| 슈퍼매시브 e스포츠 | 패       | 승       | 카붐! e스포츠      | 11경기    | 2018년 5월 6일 |
| 펜타그램           | 승       | 패       | 다이어 울브즈      | 12경기    | 2018년 5월 6일 |

### 녹아웃 토너먼트
| 대 진 표                         | 대 진 표 | 대 진 표 | 대 진 표                    | 세트 결과 | 세트 결과 | 세트 결과 | 세트 결과 | 세트 결과 | 일 정          |
| 플레이-인 녹아웃 토너먼트 직행팀 | 스코어   | 스코어   | 플레이-인 그룹 스테이지 1위 | 1세트     | 2세트     | 3세트     | 4세트     | 5세트     | 일 정          |
| -------------------------------- | -------- | -------- | --------------------------- | --------- | --------- | --------- | --------- | --------- | -------------- |
| 에보스 e스포츠                   | 3        | 1        | 슈퍼매시브 e스포츠          | EVS       | SUP       | EVS       | EVS       | X         | 2018년 5월 8일 |
| 플래시 울브즈                    | 3        | 0        | 갬빗 e스포츠                | FW        | FW        | FW        | X         | X         | 2018년 5월 9일 |

## 메인 이벤트

### 그룹 스테이지
| 팀                | 경기 | 승 | 패 | 결과          | 비고           |
| ----------------- | ---- | -- | -- | ------------- | -------------- |
| 로열 네버 기브 업 | 11   | 8  | 3  | 결승 토너먼트 | vs FW 2승 1패  |
| 플래시 울브즈     | 11   | 7  | 4  | 결승 토너먼트 | vs RNG 1승 2패 |
| 킹존 드래곤X      | 10   | 6  | 4  | 결승 토너먼트 |                |
| 프나틱            | 11   | 5  | 6  | 결승 토너먼트 | vs TL 2승 1패  |
| 팀 리퀴드         | 11   | 4  | 7  | 탈락          | vs FNC 1승 2패 |
| 에보스 e스포츠    | 10   | 2  | 8  | 탈락          |                |

| 대 진 표          | 대 진 표 | 대 진 표 | 대 진 표          | 일 정             | 일 정           |
| ----------------- | -------- | -------- | ----------------- | ----------------- | --------------- |
| 블루 진영         | 스코어   | 스코어   | 레드 진영         | 매치 번호         | 날짜            |
| 프나틱            | 패       | 승       | 로열 네버 기브 업 | 1경기             | 2018년 5월 11일 |
| 에보스 e스포츠    | 패       | 승       | 플래시 울브즈     | 2경기             | 2018년 5월 11일 |
| 킹존 드래곤X      | 승       | 패       | 팀 리퀴드         | 3경기             | 2018년 5월 11일 |
| 플래시 울브즈     | 승       | 패       | 프나틱            | 4경기             | 2018년 5월 11일 |
| 팀 리퀴드         | 패       | 승       | 에보스 e스포츠    | 5경기             | 2018년 5월 11일 |
| 로열 네버 기브 업 | 패       | 승       | 킹존 드래곤X      | 6경기             | 2018년 5월 11일 |
| 킹존 드래곤X      | 패       | 승       | 프나틱            | 7경기             | 2018년 5월 12일 |
| 로열 네버 기브 업 | 승       | 패       | 에보스 e스포츠    | 8경기             | 2018년 5월 12일 |
| 팀 리퀴드         | 패       | 승       | 플래시 울브즈     | 9경기             | 2018년 5월 12일 |
| 에보스 e스포츠    | 패       | 승       | 킹존 드래곤X      | 10경기            | 2018년 5월 12일 |
| 플래시 울브즈     | 승       | 패       | 로열 네버 기브 업 | 11경기            | 2018년 5월 12일 |
| 프나틱            | 승       | 패       | 팀 리퀴드         | 12경기            | 2018년 5월 12일 |
| 로열 네버 기브 업 | 패       | 승       | 팀 리퀴드         | 13경기            | 2018년 5월 13일 |
| 에보스 e스포츠    | 패       | 승       | 프나틱            | 14경기            | 2018년 5월 13일 |
| 킹존 드래곤X      | 패       | 승       | 플래시 울브즈     | 15경기            | 2018년 5월 13일 |
| 로열 네버 기브 업 | 승       | 패       | 프나틱            | 16경기            | 2018년 5월 13일 |
| 플래시 울브즈     | 승       | 패       | 에보스 e스포츠    | 17경기            | 2018년 5월 13일 |
| 팀 리퀴드         | 패       | 승       | 킹존 드래곤X      | 18경기            | 2018년 5월 13일 |
| 킹존 드래곤X      | 패       | 승       | 로열 네버 기브 업 | 19경기            | 2018년 5월 14일 |
| 프나틱            | 승       | 패       | 플래시 울브즈     | 20경기            | 2018년 5월 14일 |
| 에보스 e스포츠    | 패       | 승       | 팀 리퀴드         | 21경기            | 2018년 5월 14일 |
| 로열 네버 기브 업 | 승       | 패       | 플래시 울브즈     | 22경기            | 2018년 5월 14일 |
| 킹존 드래곤X      | 승       | 패       | 에보스 e스포츠    | 23경기            | 2018년 5월 14일 |
| 팀 리퀴드         | 승       | 패       | 프나틱            | 24경기            | 2018년 5월 14일 |
| 프나틱            | 패       | 승       | 킹존 드래곤X      | 25경기            | 2018년 5월 15일 |
| 에보스 e스포츠    | 패       | 승       | 로열 네버 기브 업 | 26경기            | 2018년 5월 15일 |
| 플래시 울브즈     | 패       | 승       | 팀 리퀴드         | 27경기            | 2018년 5월 15일 |
| 프나틱            | 패       | 승       | 에보스 e스포츠    | 28경기            | 2018년 5월 15일 |
| 플래시 울브즈     | 승       | 패       | 킹존 드래곤X      | 29경기            | 2018년 5월 15일 |
| 팀 리퀴드         | 패       | 승       | 로열 네버 기브 업 | 30경기            | 2018년 5월 15일 |
| 플래시 울브즈     | 패       | 승       | 로열 네버 기브 업 | 순위 결정전 1경기 | 2018년 5월 15일 |
| 프나틱            | 승       | 패       | 팀 리퀴드         | 순위 결정전 2경기 | 2018년 5월 15일 |

### 결승 토너먼트
|  | 준결승전 | 준결승전          | 준결승전 |              |    | 결승전            | 결승전 | 결승전 |  |
|  |          |                   |          |              |    |                   |        |        |  |
|  | 1st      | 로열 네버 기브 업 | 3        |              |    |                   |        |        |  |
|  | 1st      | 로열 네버 기브 업 | 3        |              |    |                   |        |        |  |
|  | 4th      | 프나틱            | 0        |              |    |                   |        |        |  |
|  | 4th      | 프나틱            | 0        |              | W1 | 로열 네버 기브 업 | 3      |        |  |
|  |          |                   |          |              | W1 | 로열 네버 기브 업 | 3      |        |  |
|  |          |                   | W2       | 킹존 드래곤X | 1  |                   |        |        |  |
|  | 2nd      | 플래시 울브즈     | W2       | 킹존 드래곤X | 1  | 1                 |        |        |  |
|  | 2nd      | 플래시 울브즈     |          |              |    |                   |        |        |  |
|  | 3rd      | 킹존 드래곤X      | 3        |              |    |                   |        |        |  |

#### 준결승
| 대 진 표            | 대 진 표 | 대 진 표 | 대 진 표            | 세트 결과 | 세트 결과 | 세트 결과 | 세트 결과 | 세트 결과 | 일 정           |
| 그룹 스테이지 1/2위 | 스코어   | 스코어   | 그룹 스테이지 4/3위 | 1세트     | 2세트     | 3세트     | 4세트     | 5세트     | 일 정           |
| ------------------- | -------- | -------- | ------------------- | --------- | --------- | --------- | --------- | --------- | --------------- |
| 로열 네버 기브 업   | 3        | 0        | 프나틱              | RNG       | RNG       | RNG       | X         | X         | 2018년 5월 18일 |
| 플래시 울브즈       | 1        | 3        | 킹존 드래곤X        | KZ        | FW        | KZ        | KZ        | X         | 2018년 5월 19일 |

#### 결승
| 대 진 표            | 대 진 표 | 대 진 표 | 대 진 표            | 세트 결과 | 세트 결과 | 세트 결과 | 세트 결과 | 세트 결과 | 일 정           |
| 준결승 1경기 승리팀 | 스코어   | 스코어   | 준결승 2경기 승리팀 | 1세트     | 2세트     | 3세트     | 4세트     | 5세트     | 일 정           |
| ------------------- | -------- | -------- | ------------------- | --------- | --------- | --------- | --------- | --------- | --------------- |
| 로열 네버 기브 업   | 3        | 1        | 킹존 드래곤X        | RNG       | KZ        | RNG       | RNG       | X         | 2018년 5월 20일 |

## 최종 순위
- 상금규모 : $ 1,370,520

| 순위                               | 상금 (USD)  | 지역   | 팀명                 |
| ---------------------------------- | ----------- | ------ | -------------------- |
| 우승                               | $ 527,650.2 | LPL    | 로열 네버 기브 업    |
| 준우승                             | $ 267,251.4 | LCK    | 킹존 드래곤X         |
| 준결승에서 탈락                    |             |        |                      |
| 3위                                | $ 133,625.7 | LMS    | 플래시 울브즈        |
| 4위                                | $ 133,625.7 | LCS EU | 프나틱               |
| 그룹 스테이지에서 탈락             |             |        |                      |
| 5위                                | $ 68,526    | LCS NA | 팀 리퀴드            |
| 6위                                | $ 68,526    | VCS    | 에보스 e스포츠       |
| 플레이-인 녹아웃 토너먼트에서 탈락 |             |        |                      |
| 7위                                | $ 34,263    | TCL    | 슈퍼매시브 e스포츠   |
| 8위                                | $ 34,263    | LCL    | 갬빗 e스포츠         |
| 플레이-인 그룹 스테이지에서 탈락   |             |        |                      |
| 9위                                | $ 20,557.8  | CBLOL  | 카붐! e스포츠        |
| 10위                               | $ 20,557.8  | LLN    | 레인보우7            |
| 11위                               | $ 17,131.5  | OPL    | 다이어 울브즈        |
| 12위                               | $ 15,418.35 | CLS    | 카오스 라틴 게이머즈 |
| 12위                               | $ 15,418.35 | GPL    | 어센션 게이밍        |
| 14위                               | $ 13,705.2  | LJL    | 펜타그램             |